# Hochwasserrückhaltebecken Eseltal
Das Hochwasserrückhaltebecken Eseltal (laut offiziellem Schild des Wasserverbands Wedel-Brenz vor Ort: der Staudamm Eseltal) ist ein Hochwasserrückhaltebecken im Eseltal bei Söhnstetten im Landkreis Heidenheim in Baden-Württemberg. Das gestaute, nur periodisch wasserführende und auf langer Strecke sogar bettlose Gewässer ist der Eseltalgraben, der sich unterhalb von Söhnstetten mit dem Mauertalgraben zum Wedel vereint. Im nahen Mauertal befindet sich ein weiterer Erddamm (Hochwasserrückhaltebecken Mauertal).

## Beschreibung
Das Bauwerk riegelt das etwa 4 km lange Trockental Eseltal ab, das nahe beim Dorf Steinenkirch (einem Ortsteil von Böhmenkirch) beginnt und dem erst das kürzere, ebenfalls trockene Ulmer Tal und kurz vor dem Damm noch das etwa 2,5 km lange Trockental Benzenhauser Teich vom Ortsrand Böhmenkirchs her zuläuft. Das Einzugsgebiet ist etwa 11,5 km² groß. Es liegt auf der verkarsteten Weißjurahochfläche der Schwäbischen Alb im Naturraum Albuch.
Die 1956 erbaute Sperre steht etwa 0,8 km westlich des Ortsrands von Söhnstetten und hat einen 12,6 m hohen Erddamm, dessen Krone damit bis auf 587,5 m ü. NHN reicht. Dieser kann bis zu 286.000 m³ Wasser zurückhalten. Der durchfließende Mauertalgraben vereint sich wenig unterhalb des Dorfs mit dem linken Eseltalgraben zum Wedel, der in Luftlinie etwa 11 km weiter östlich nach seinem Lauf durchs Stubental in Heidenheim von rechts in die Brenz mündet. Der Wedel führt gemessen an seinem 218 km² großen oberirdischen Einzugsgebiet gewöhnlich nur selten und auch nur wenig Wasser.

Ausgewählte Bilder des Hochwasserrückhaltebeckens Eseltal
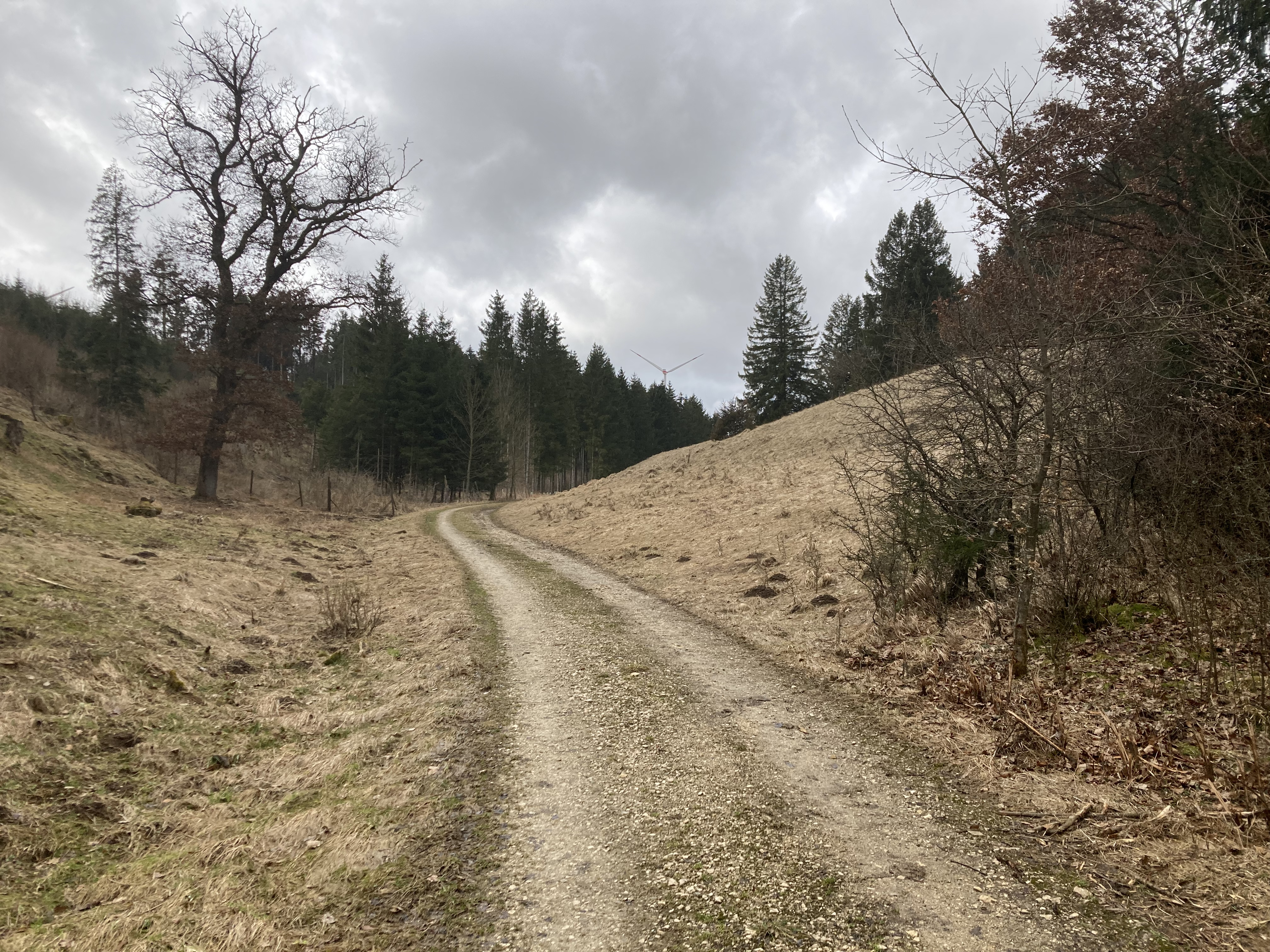
Eseltal oberhalb des Hochwasserrückhaltebeckens (2022)
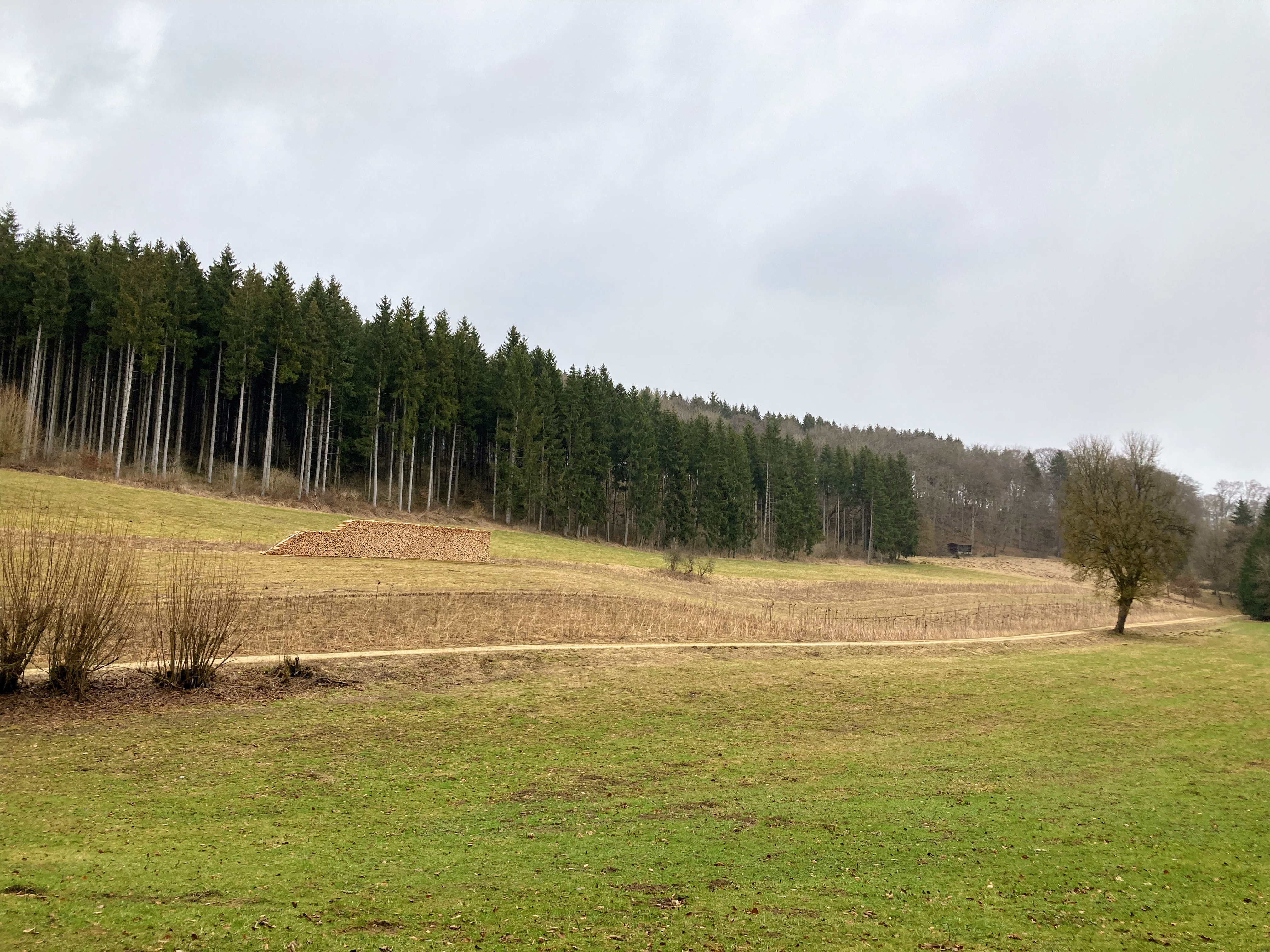
Eseltal oberhalb des Hochwasserrückhaltebeckens (2022)
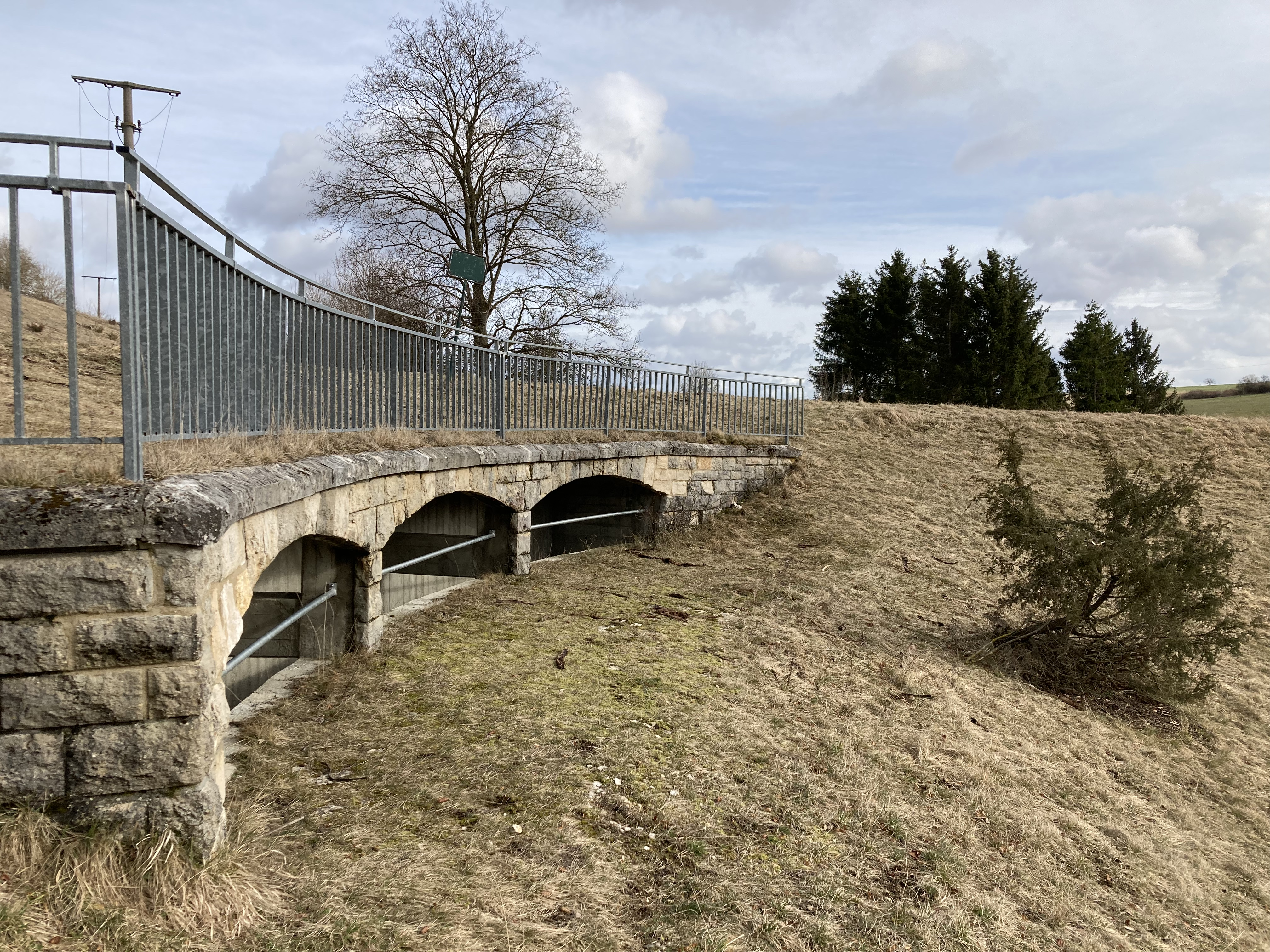
Hochwasserrückhaltebecken Eseltal (2022), Überlauf
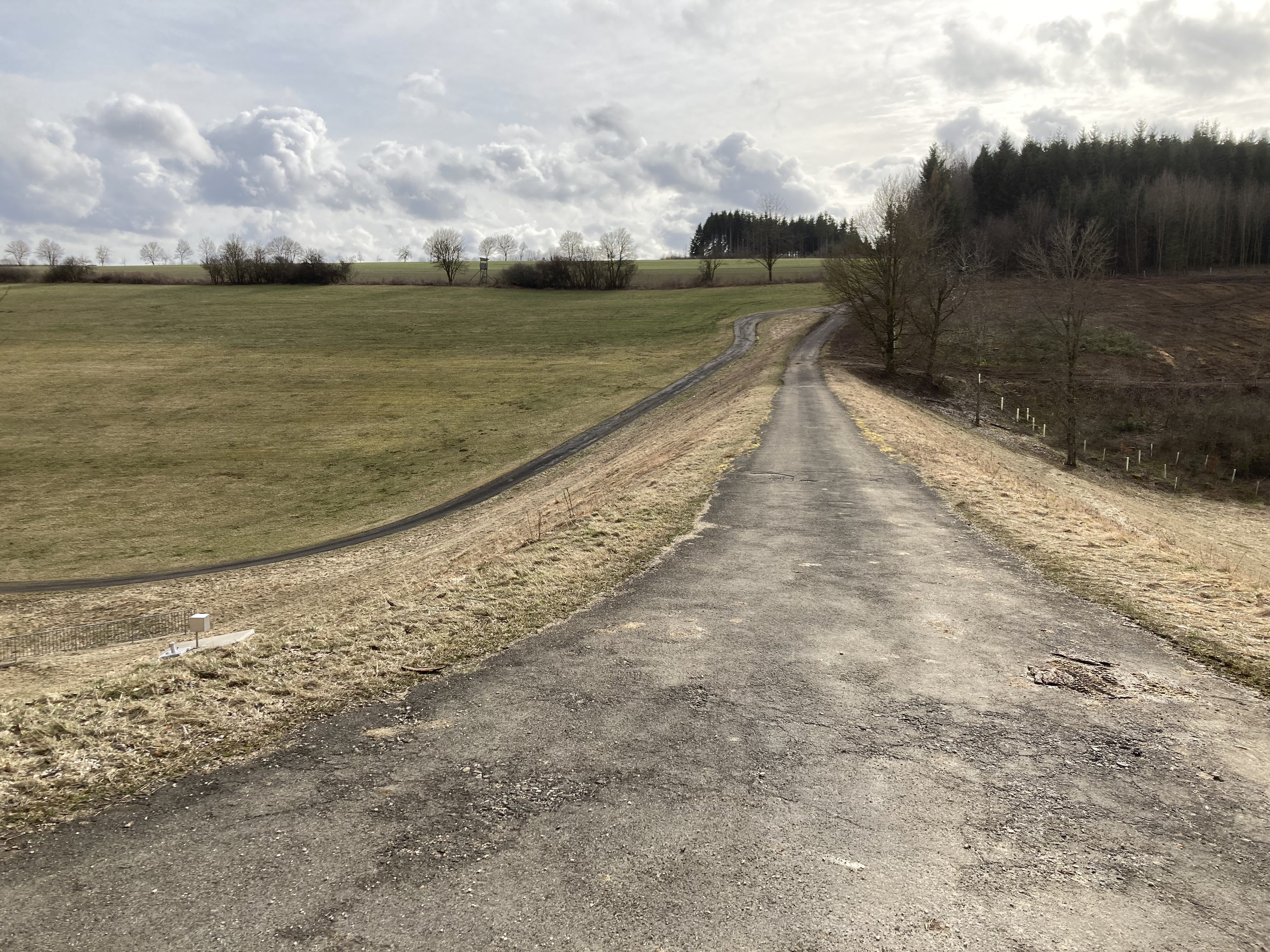
Hochwasserrückhaltebecken Eseltal (2022), Dammkrone
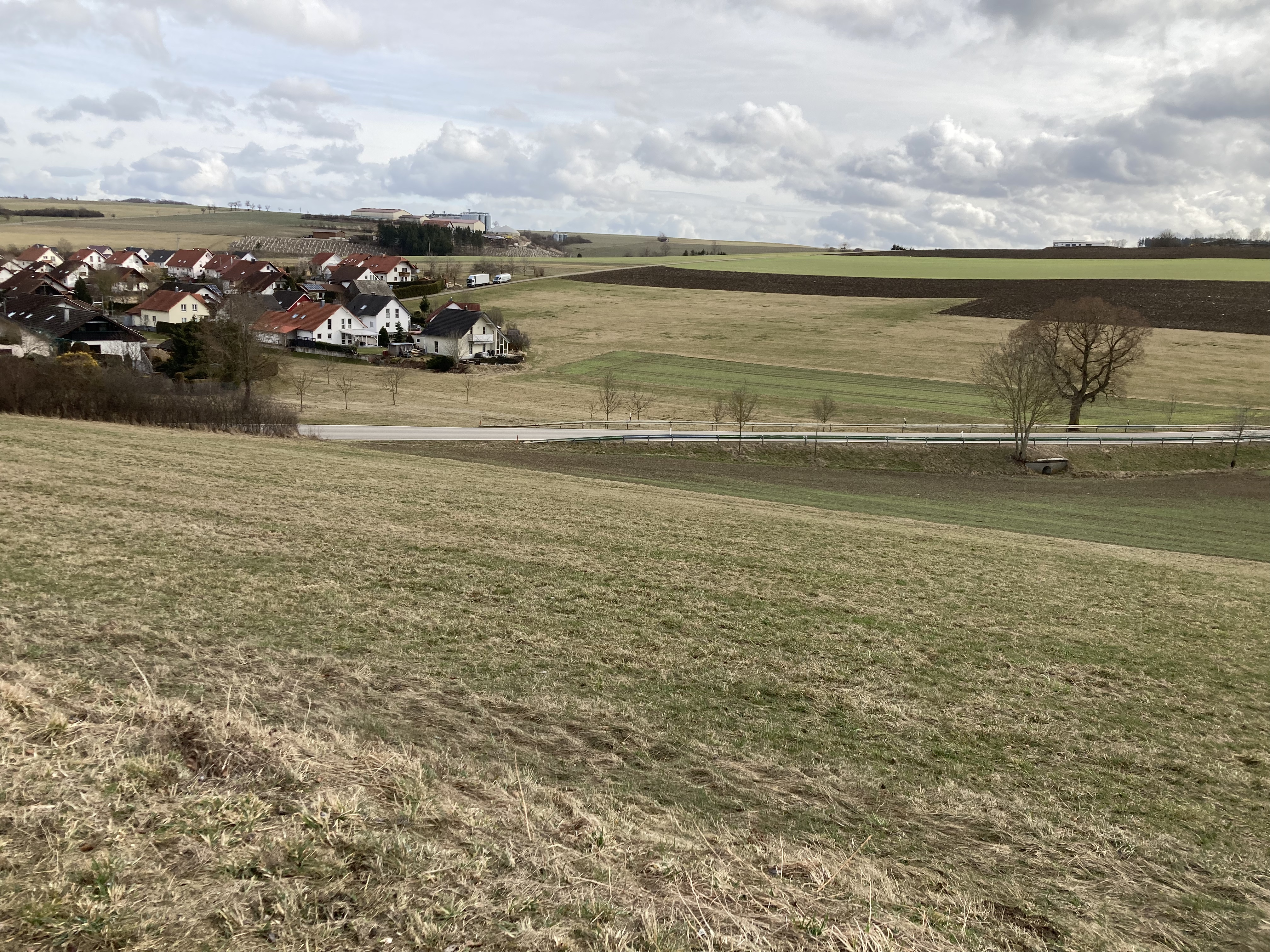
Eseltal unterhalb des Hochwasserrückhaltebeckens (2022)
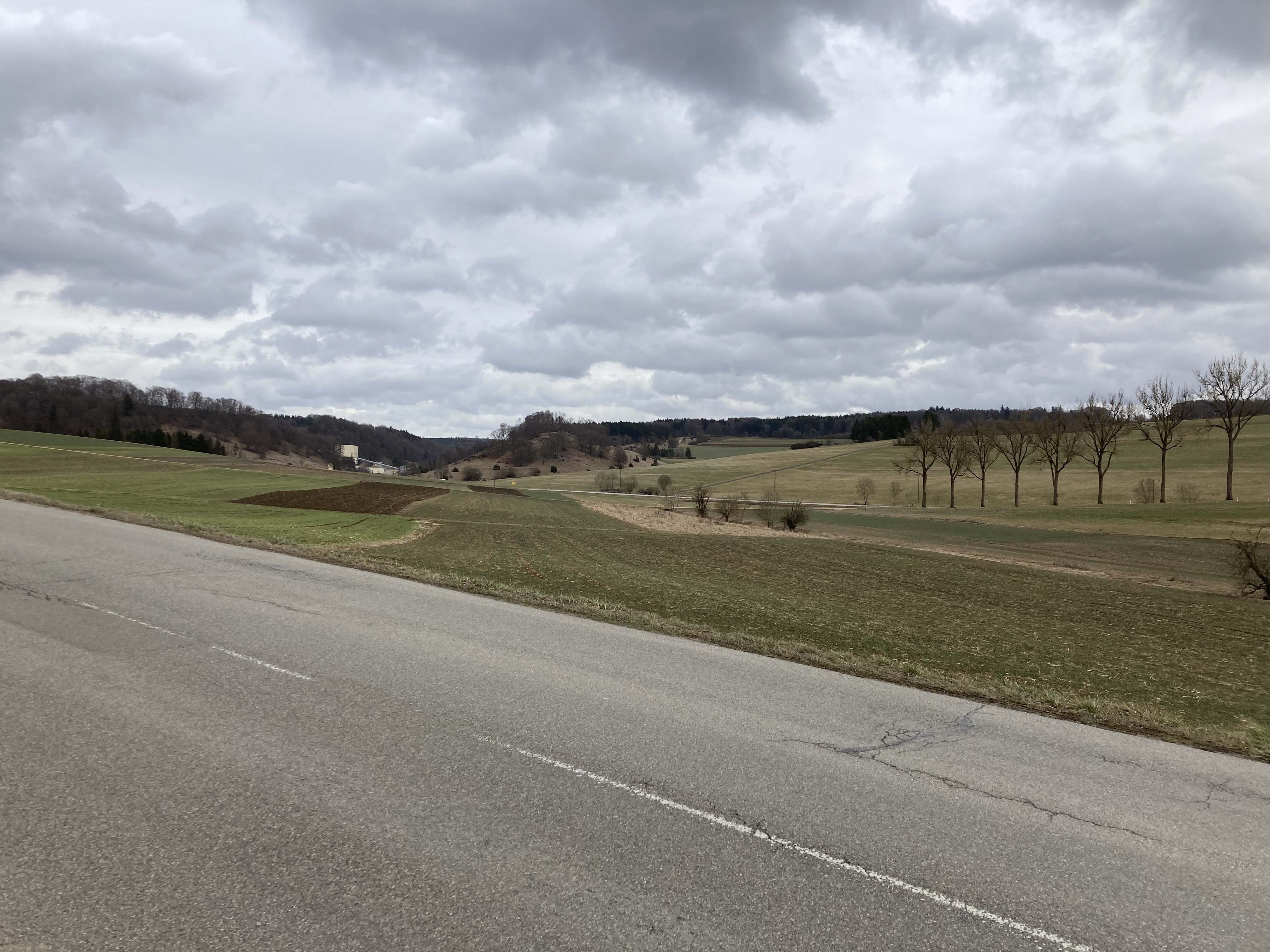
Eseltal unterhalb des Zulaufs aus dem Mauertal (2022)

## Wasserverband
Das Rückhaltebecken wird vom Wasserverband Wedel-Brenz betrieben.

## Lokale Hydrogeologie
Das Dorf Söhnstetten grenzt westlich, nur ca. 30 m höher liegend, an das gänzlich trocken gefallene Mauertal an. Mauertal und Eseltal, ebenso wie weiter abwärts das Wental von Norden sowie die Trockentäler Zwerchstubental, Schackental und Ugental von Süden, entwässerten ursprünglich in das Stubental, das nach Heidenheim führt.
Alle genannten Täler sind seit dem Pleistozän die meiste Zeit Trockentäler. In der Vergangenheit – bis ins 20. Jahrhundert – hatten diese Trockentäler aber nach großer Schneeschmelze, lang anhaltenden Niederschlägen oder Starkregen immer einmal wieder Oberflächenabfluss, in einigen Eiszeitalterperioden mit permanenter Frostplombierung des Karstbodens auch über Jahrhunderte hinweg.
Um das Stubental selbst, in dem die Trasse der wichtigen Bundesstraße 466 verläuft, sowie die Stadt Heidenheim an seinem Ausgang zu schützen, wurden vier Erddämme errichtet: außer den genannten beiden auch das Hochwasserrückhaltebecken Wental und die Ugentalsperre in Seitentälern weiter abwärts, denn alle diese Täler haben große Wassereinzugsgebiete.

### LUBW
- Amtliche Online-Gewässerkarte mit passendem Ausschnitt und den hier benutzten Layern: Hochwasserrückhaltebecken Eseltal und Umgebung.
- Allgemeiner Einstieg ohne Voreinstellungen und Layer: Daten- und Kartendienst der Landesanstalt für Umwelt Baden-Württemberg (LUBW) (Hinweise).

1. 1 2  Länge abgemessen auf dem Hintergrundlayer Topographische Karte.
2. ↑  Einzugsgebiet bestimmt aus dem Einzugsgebiet des gesamten Mauertalgrabens nach dem Layer Basiseinzugsgebiet (AWGN) abzüglich des auf dem Hintergrundlayer Topographische Karte abgemessenen kleinen Einzugsgebietsteiles abwärts des Damms.
3. 1 2  Daten der Stauanlage nach dem einschlägigen Layer.
4. ↑  Höhe schwarzem Texteintrag auf dem Hintergrundlayer Topographische Karte.
5. ↑  Einzugsgebiet nach dem Layer Aggregierte Gebiete 05.

### Andere Belege
1. ↑  Geologie nach den Layern zu Geologische Karte 1:50.000 auf: Mapserver des Landesamtes für Geologie, Rohstoffe und Bergbau (LGRB) (Hinweise)
2. ↑  Hansjörg Dongus: Geographische Landesaufnahme: Die naturräumlichen Einheiten auf Blatt 171 Göppingen. Bundesanstalt für Landeskunde, Bad Godesberg 1961. → Online-Karte (PDF; 4,3 MB)
3. ↑  Joachim Eberle, Bernhard Eitel, Wolf Dieter Blümel, Peter Wittmann: Deutschlands Süden vom Erdmittelalter zur Gegenwart. Springer, Heidelberg etc. 2007, ISBN 978-3-8274-1506-6, S. 104.
4. ↑  Joachim Eberle, Bernhard Eitel, Wolf Dieter Blümel, Peter Wittmann: Deutschlands Süden vom Erdmittelalter zur Gegenwart. Springer, Heidelberg etc. 2007, ISBN 978-3-8274-1506-6, S. 126.